# Ángeles Blanco
Ángeles Blanco González (Badajoz, España; 16 de octubre de 1972) es una periodista española y presentadora de informativos de televisión. 

## Biografía
Es licenciada en Ciencias de la Información en Periodismo por la Facultad de Ciencias de la Información (Universidad Complutense de Madrid). Su primer trabajo como periodista es en 1992, en el Área de Informativos de Onda Cero Extremadura. En septiembre de 1993 con veinte años, empezó a trabajar en televisión como copresentadora del desaparecido informativo de Telecinco Entre hoy y mañana que conducía Miguel Ángel Aguilar.
En 1994 se incorpora al Área de Nacional de Informativos Telecinco, para hacerse cargo de las noticias de política y Presidencia del Gobierno, compaginando esta actividad con la presentación de los avances informativos de Telecinco. En 1997 pasa a ser editora y presentadora del informativo matinal de la cadena y en 1998 se hace cargo de las ediciones de fin de semana. Un año después continúa su trabajo como presentadora y editora adjunta de esta edición junto a Vicente Vallés, labor que desempeña hasta 2004. Posteriormente, entre noviembre de 2005 y febrero de 2006 copresenta la edición nocturna de entresemana de Informativos Telecinco junto a Juan Pedro Valentín y Alejandra Herranz.
Después es corresponsal política de Informativos Telecinco, cubriendo la información parlamentaria, viajes presidenciales y cumbres internacionales. También ha estado al frente de algunos especiales de las elecciones de España y de Estados Unidos.
En noviembre de 2007 regresa al informativo matinal hasta septiembre de 2009 junto a Daniel Gómez. En 2011 cubre la baja por maternidad de Carme Chaparro en las ediciones del fin de semana junto con José Ribagorda. Entre enero de 2017 y diciembre de 2023 es copresentadora y coeditora de Informativos Telecinco Fin de Semana.
En 2023 fue nombrada vicepresidenta de la Asociación de Periodistas Europeos.
Desde enero de 2024 presenta Informativos Telecinco 15h00 con Isabel Jiménez de lunes a viernes y al mismo tiempo hasta mediados de 2024, sustituía a Carlos Franganillo en la edición nocturna cuando se ausentaba. A lo largo de los 31 años que lleva en Telecinco, ha presentado y dirigido casi todas las ediciones de Informativos Telecinco.

## Obra
- Blanco González, Ángeles; Maffeo, Josto (2009). Sahara. Un viaje a la sabiduría de las gentes del desierto. Madrid: La Esfera de los Libros. ISBN 9788497348317.
- Blanco González, Ángeles (20 de marzo de 2019). Los dos viajes de Evita. Madrid: La Esfera de los Libros. ISBN 9788491645719.

## Vida personal
Está casada desde 1999 con el también periodista Vicente Vallés, con quien tiene un hijo. Es prima de la periodista Leticia Antúnez.